# Bill Smith
Pour les articles homonymes, voir Smith et William Smith.
Ne doit pas être confondu avec Willie Smith.
William Overton Smith (né le 22 septembre 1926 à Sacramento, décédé le 29 février 2020 à Seattle) est un clarinettiste et compositeur américain. Il a beaucoup travaillé dans le domaine de la musique contemporaine, du Third Stream (littéralement « troisième courant ») et du jazz, et est également connu pour avoir joué avec le pianiste Dave Brubeck par intermittence des années 1940 au début des années 2000. Smith a souvent enregistré des albums de  jazz sous le nom de Bill Smith, mais ses compositions classiques sont créditées sous le nom de William O. Smith.

## Biographie
William Smith est né à Sacramento en Californie et a grandi à Oakland, où il a commencé à jouer de la clarinette à l'âge de dix ans. Il monte un groupe de jazz pour jouer dans les bals à 13 ans, et à 15 ans, il rejoint l'Oakland Symphony (en). Il idolâtre Benny Goodman, mais après le lycée, une brève tournée à travers le pays avec un orchestre de danse met fin à son idylle avec la vie de musicien de jazz itinérant. Encouragé par un membre plus âgé du groupe, il économise 1 000 dollars, et donne son préavis de deux semaines lorsque le groupe atteint Washington, D.C. sur la côte est.
Il déménage à New York, y commence ses études musicales à la Juilliard School et joue le soir dans des clubs de jazz new-yorkais comme le Kelly's Stables (en). Il se produit régulièrement avec un trio de jazz sur la 52e rue, bastion du bebop dans les années 1940. Peu inspiré par la formation dispensée à Juilliard dans un établissement qu'il qualifie de « faculté réactionnaire », il retourne en Californie après avoir entendu et admiré la musique de Darius Milhaud qui enseigne alors au Mills College à Oakland en 1946. Au Mills, Smith suit l'enseignement de Milhaud et y rencontre le pianiste Dave Brubeck, également élève de Milhaud, avec lequel il a souvent joué jusqu'à la mort de Brubeck en 2012. Parallèlement, Milhaud l'incite à travailler de plus en plus sur la musique nouvelle et la composition. Smith était membre du Dave Brubeck Octet, et plus tard, il remplaçait occasionnellement le saxophoniste Paul Desmond dans le Dave Brubeck Quartet. En 1960, les albums The Riddle et Brubeck à la mode (en) de Brubeck présentaient Smith interprétant ses propres compositions avec le quartet de Brubeck. Smith a rejoint le groupe de Brubeck dans les années 1990.
Il a étudié ensuite la composition avec Roger Sessions à l'Université de Californie, Berkeley, où il a obtenu une licence et une maîtrise en 1950 et 1952.

## Carrière
L'obtention du Prix de Paris de l'Université de Californie à Berkeley a permis à Smith d'étudier pendant deux ans au Conservatoire de Paris en 1952-1953 la clarinette dans la classe d'Ulysse Delécluse et la composition. En 1957, il reçoit le prestigieux Prix de Rome américain et passe six ans dans cette ville. Il a depuis reçu de nombreuses autres récompenses, dont deux bourses Guggenheim.
Après avoir enseigné à l'université de Californie du Sud, Smith a entamé une carrière pendant trente ans, de 1966 à 1997, à l'école de musique de l'université de Washington, à Seattle, où il a enseigné la composition et l'interprétation musicales, codirigeant le Contemporary Group, d'abord avec Robert Suderburg (en), puis avec le tromboniste Stuart Dempster (en). Smith acceptera de faire de nombreuses tournées avec Dave Brubeck à la condition que cela n'interfère avec son activité d'enseignement à l'université. 
En 1947, Smith compose Schizophrenic Scherzo pour l'octuor expérimental de Brubeck, l'une des premières œuvres à intégrer avec succès les techniques du jazz et du classique, un style auquel Gunther Schuller donnera plus tard le nom de "troisième courant". Il jouera avec cet ensemble de 1947 à 1951.
Après avoir écouté le travail de nouvelles techniques de jeu par le flûtiste italien Severino Gazzelloni jouant Sequenza I de Berio lors d'un concert à Los Angeles en 1959, Smith s'intéresse aussitôt à utiliser les polyphoniques avec les bois.
Pendant son séjour à Rome financé par une bourse Guggenheim en 1960, Smith a commencé à étudier et répertorier un large éventail de techniques de jeu étendues sur la clarinette. Son duo pour flûte et clarinette (1961) utilise ces techniques, les sonorités multiphoniques étant très probablement les premières de ce type à être notées avec précision. On lui doit également comme interprète un certain nombre d'autres œuvres utilisant ces techniques, notamment Épisodes (1964) de Gunther Schuller, Current for clarinet and piano (1964) de Larry Austin (en), A floresta é jovem e cheja de vida (1966) de Luigi Nono (enregistré sur Arcophon AC 6811), The Wheel of Fortune (1969) de Pauline Oliveros - une pièce de théâtre basée sur le thème astrologique de Smith - Concert Music for Solo Clarinet (1972) de John Eaton (enregistrée sur CRI 296) et Illegible Canons (1977) de William Bergsma (enregistré sur MHS 3533). Son travail de recherche sonore inclut plus tard l'utilisation de deux clarinettes simultanément par un seul interprète, inspirée par des images de l'ancien aulos rencontré lors d'un voyage en Grèce en 1977, de nombreux sons multiphoniques, jouant de l'instrument avec un bouchon de liège dans le pavillon, et la "clar-flûte", une technique qui implique d'enlever l'embouchure de l'instrument et d'en jouer comme une flûte soufflée à l'extrémité. 

« Le but n'est pas de trouver des sons marginaux pour leur bizarrerie. J'ai beaucoup de curiosité et j'aime explorer. Mon but est toujours de faire de la musique avec ces nouveaux sons. »

— William O. Smith
Sous le nom de William O. Smith, il a écrit plusieurs pièces pionnières qui utilisent plusieurs de ces techniques, notamment Duo pour flûte et clarinette (1961) et Variants for Solo Clarinet (1963). Dans un article intitulé Contemporary Clarinet Sonorities (Selmer Bandwagon no. 67, automne 1972, pp. 12-14), Smith a compilé le premier catalogue complet de doigtés pour les multiphoniques de clarinette. Inspiré par l'aulos, il a écrit la pièce Five Fragments (1977) pour clarinette double - deux clarinettes jouées simultanément par un seul musicien. Il a été l'un des premiers compositeurs à s'intéresser à la musique électronique et, en tant qu'interprète, il a continué à expérimenter avec la clarinette amplifiée et les retards électroniques. Il est resté actif au niveau national et international, ainsi que sur la scène musicale locale de Seattle, jusqu'à l'âge de 90 ans. En 2008, il a composé, enregistré et créé un "jazzopera" (terme qu'il préfère) intitulé "Space in the Heart".
À la fin des années 1980, Smith se désespérait des perspectives de la musique contemporaine aux États-Unis, un pays « où la radio, la télévision, les maisons de disques et le gouvernement l'ignorent. » Même sur les campus universitaires, il constate que la musique n'est pas diffusée au-delà d'un petit cercle. Pourtant, dit Smith avec philosophie, « nous n'aurions même pas cette information si nous n'avions pas d'universités. »
« La préservation de la musique contemporaine par les universités est précieuse parce qu'il s'agit de la musique de notre temps. Dans tous les autres siècles, les gens ont exigé des compositeurs "sérieux" qu'ils interprètent la musique de leur époque. Aujourd'hui, si vous demandez aux gens quels sont les compositeurs importants depuis 1945, ils ne le sauront même pas. »

## Critique
À propos de la pièce Variants pour clarinette solo (1963)
« William Smith's clarinet pieces, played by himself, must be heard to be believed -double, even triple, stops; pure whistling harmonies; tremolo growls and burbles; ghosts of tones, shrill screams of sounds, weird echoes, whispers and clarinet twitches; the thinnest of thin, pure lines; then veritable avalanches of bubbling, burbling sound. Completely impossible except that it happened. »
— Eric Salzman, critique musical, New York Herald Tribune, 14 mars 1964
        
« Les pièces pour clarinette de William Smith, jouées par lui-même, doivent être entendues pour être crues - sons multiphoniques doubles, voire triples ; harmonies sifflantes pures ; grognements et grondements de trémolo ; fantômes de sons, cris stridents de sons, échos bizarres, chuchotements et cliquetis de clefs de clarinette ; les lignes les plus fines et les plus pures ; puis de véritables avalanches de sons bouillonnants et explosants. Totalement impossible, sauf que c'est arrivé. »

## Prix et récompenses
- Prix de Paris
- Phelan Award
- 1958 : Prix de Rome américain
- 1960 : Guggenheim Fellowship (John Simon Guggenheim Memorial Foundation 2010)
- A Fromm Players Fellowship
- National Academy of Arts and Letters Award
- BMI Jazz Pioneer Award
- International Clarinet Association Honorary Membership

## Œuvres
- Concerto pour clarinette et orchestre (enregistré avec Shelly Manne)
- Schizophrenic Scherzo, pour clarinette, saxophone alto, saxophone ténor, trompette et trombone (1947)
- Concerto pour trombone et orchestre de chambre (1959)
- Cinq pièces pour clarinette solo (1959)
- Duo, pour clarinette et bande magnétique (1960)
- Cinq pièces pour flûte et clarinette (1961)
- Concerto pour soliste de jazz et orchestre (1962)
- Variantes, pour clarinette solo (1963)
- Mosaïque, pour clarinette et piano (1964)
- Random Suite, pour clarinette et bande magnétique (1965)
- Quadri, pour ensemble de jazz et orchestre (1968)
- Chronos, pour quatuor à cordes (1975)
- Five, pour quintette de cuivres (1976)
- Five Fragments, pour double clarinette (1977)
- Intermission, pour soprano, chœur SATB et divers instruments (1978)
- Musing, pour 3 clarinettes et danseurs optionnels (1983)
- Illuminated Manuscript, pour quintette à vent et images de synthèse (1987)
- Jazz Set, pour violon et quintette à vent (1991)
- Epitaphs, pour double clarinette (1993)
- Ritual, pour double clarinette (deux clarinettes, un musicien), bande magnétique et projections (1993)
- Soli, pour flûte, clarinette, violon et violoncelle (1993)
- Five Pages, pour 2 clarinettes et ordinateur (1994)
- Duet in Two Tempos, pour 2 clarinettes (1996)
- Explorations, pour clarinette et orchestre de chambre (1998)

## Écrits
- (en) Bill Smith, Jazz Clarinet, Malcolm S. Harris, 1993, 136 p. (lire en ligne)

## Discographie

### En tant que leader
- String Quartet/Capriccio for Violin & Piano/Suite for Violin & Clarinet (Stereo, 1958)
- Folk Jazz (Contemporain, 1961)
- New Dimensions avec l'American Jazz Ensemble (Epic, 1962)
- L'American Jazz Ensemble à Rome : New Sounds...Old World" (RCA Victor, 1962)
- Four Chamber Works (Contemporary, 1963)
- Two Sides of Bill Smith (CRI, 1974)
- Sonorités (Edipan, 1978)
- Colours (Edipan, 1983)
- William O. Smith (Edipan, 1990)
- Solo Music (Ravenna Editions, 2001)
- Bill Smith Meets Gianmarco Lanza (Helikonia Jazz, 2004)
- Concert for Mirella (Mox Jazz, 2005)

### En tant que sideman
Avec Dave Brubeck
- Dave Brubeck Octet (en) (Fantasy, 1956) (morceaux enregistrés entre 1946 et 1950)
- The Riddle (Columbia, 1960)
- Brubeck à la mode (en) (Fantasy, 1960)
- Near Myth (Fantasy, 1961)
- Concord On a Summer Night (Concord Jazz, 1982)
- For Iola (Concord Jazz, 1985)
- Reflections (Concord Jazz, 1986)
- Blue Rondo (Concord Jazz, 1987)
- Moscow Night (Concord Jazz, 1988)
- New Wine (MusicMasters, 1990)
- Once When I Was Very Young (MusicMasters, 1992)
- Nightshift (Telarc, 1995)

Avec d'autres musiciens
- Milton Babbitt, New Music for Virtuosos (New World, 1977)
- William Bergsma, String Quartet No. 4/Illegible Canons for Clarinet and Percussion/Fantastic Variations on a Theme from Tristan (Musical Heritage Society, 1977)
- Anthony Braxton, Composition No. 96 (en) (Leo, 1989)
- Tom Collier (en), Impulsive Illuminations (Origin, 2016)
- Deep Listening Band (en), The Ready Made Boomerang (New Albion, 1991)
- Harold Farberman, Dedicated to Dolphy (Cambridge, 1966)
- Barney Kessel, Carmen (en) (Contemporary, 1959)
- Gail Kubik, Divertimenti I & II/Sonatina pour piano & Sonatina pour clarinette et piano (Contemporary, 1964)
- Shelly Manne, Concerto pour clarinette et combo (en) (Contemporary, 1957)
- Luigi Nono, Sofferte Onde Serene/A Floresta e Jovem e Cheja de Vida (Deutsche Grammophon, 1979)
- Luigi Nono, Voices of Protest (Mode, 2000)
- Red Norvo, "Music to Listen to Red Norvo By" (Contemporary, 1957)
- Pauline Oliveros, Deep Listening (New Albion, 1989)

### Pour aller plus loin
- (en) Ian Mitchell, « Remembering Jazz Legend Bill Smith », sur Divine Arts Recording Group website, 2020 (consulté le 8 mars 2020).
- (en) Albert R. Rice, Notes for Clarinetists: A Guide to the Repertoire, Oxford and New York: Oxford University Press, 2017, 206–212 p. (ISBN 978-0-19-020520-1), « William O. Smith, Variants for Solo Clarinet ».
- (en) Rachel Yoder, The Compositional Style of William O. Smith, Denton, University of North Texas, 2010 (lire en ligne [PDF]).